# Ségalas (Lot e Garonna)
Ségalas è un comune francese di 167 abitanti situato nel dipartimento del Lot e Garonna nella regione della Nuova Aquitania.

## Società

### Evoluzione demografica
Abitanti censiti